# 日本スケート連盟
日本スケート連盟（にほんスケートれんめい、英: Japan Skating Federation）は、東京都渋谷区にある日本におけるスピードスケート、ショートトラックスピードスケート、フィギュアスケートのアマチュア競技を統括する公益財団法人、国内競技連盟である。

## 沿革
1929年（昭和4年）11月に大日本スケート連盟、大日本氷上競技連盟が統合して大日本スケート競技連盟として発足した。スピードスケート、フィギュアスケート、アイスホッケーの3競技を統括していた。
1930年（昭和5年）から全日本選手権(全日本スピードスケート選手権大会、全日本フィギュアスケート選手権、全日本アイスホッケー選手権大会)を開催している。
1930年、国際スケート連盟(ISU)及び国際アイスホッケー連盟(IIHF)へ加盟した。1931年（昭和6年）、大日本体育協会へ加盟した。
戦後の1946年（昭和21年）5月、「日本スケート連盟」と改称。1950年（昭和25年）8月18日付けで国際スケート連盟に復帰。
1951年（昭和26年）から再びスピードスケート、フィギュアスケートの世界選手権に参加するようになる。
1972年（昭和47年）にアイスホッケー部が、日本アイスホッケー連盟として分離独立した。1978年（昭和53年）3月に社団法人化、1984年（昭和59年）12月に財団法人化した。
1979年（昭和54年）からフィギュアのNHK杯を開催している。
2012年（平成24年）7月2日より公益財団法人への移行が認められ、「公益財団法人日本スケート連盟」と称する。
主な収入源として、選手登録費、大会の放映料や広告料、国からの補助金(2004年度は1億6千万円)がある。強化費は3億円。

## 役員
- 会長　長島昭久
- 副会長 齋木尚子
- 同 伊東秀仁
- 専務理事 風谷英隆
- 理事　21名
- 監事　3名

2022年（令和4年）9月19日現在

## 歴代会長
| 代   | 氏名       | 就任年     | 退任年     | 備考                               |
| ---- | ---------- | ---------- | ---------- | ---------------------------------- |
| 初代 | 交野政邁   | 1929年11月 | 1934年     | 子爵、貴族院議員                   |
| 2    | 久保田敬一 | 1935年2月  | 1937年     | 工学博士、貴族院議員               |
| 3    | 久保田晴光 | 1937年3月  | 1938年     | 医学博士                           |
| 4    | 喜多壮一郎 | 1938年3月  | 1945年     | 法学者、衆議院議員                 |
| 5    | 竹田恒徳   | 1948年1月  | 1984年12月 | 旧皇族、国際オリンピック委員会理事 |
| 6    | 山田正彦   | 1984年12月 | 1991年11月 | スピードスケート出身               |
| 7    | 荘英介     | 1992年6月  | 1998年6月  | スピードスケート出身               |
| 8    | 久永勝一郎 | 1998年7月  | 2004年6月  | フィギュアスケート出身             |
| 9    | 白川博     | 2004年7月  | 2006年3月  | スピードスケート出身               |
| 10   | 橋本聖子   | 2006年7月  | 2019年9月  | スピードスケート出身、参議院議員   |
| 11   | 長島昭久   | 2019年9月  |            | 衆議院議員                         |

## 主催大会
日本スケート連盟主催大会のうちフィギュアスケートでは一般観覧者による撮影は禁止。
- 全日本スピードスケート選手権大会
- 全日本スピードスケート距離別選手権大会
- 全日本フィギュアスケート選手権大会
- 全日本ショートトラックスピードスケート選手権大会
- 全日本ジュニアスピードスケート選手権大会
- 全日本フィギュアスケートジュニア選手権
- 全日本ジュニアショートトラックスピードスケート選手権大会
- 全日本フィギュアスケートノービス選手権
- 全日本ノービスショートトラックスピードスケート選手権大会

## 2006年不正経理事件

### 概要
2006年2月下旬のトリノオリンピック直後、朝日新聞のスクープ記事により、連盟の不正経理が発覚。松本充雄専務理事（元スピードスケート選手）・城田憲子理事（フィギュア強化部長）・尼子健二理事（フィギュア副委員長）・亀岡寛治理事（スピード委員長、トリノオリンピック日本選手団総監督）ら8名の理事が連盟の支払規定にない「委員通信・事務運営費」を毎月受け取っていたことなどが判明。更に2006年3月下旬、久永勝一郎元会長が連盟と取引があった旅行会社に経費を水増し請求させて裏金を捻出し、側近であった城田理事に渡していたことが明るみに出され、久永元会長や城田理事による公金着服・私的流用疑惑なども浮上。6月30日の任期切れに際し藤森光三会長代行（白川博会長は同年3月死去）・松本専務理事・城田理事・尼子理事・亀岡理事ら国際事業委員会のメンバーだった理事8人が引責辞任することになった。
更に2006年4月4日には朝日新聞などにより連盟理事による利益誘導が報道された。連盟が1998年度から2004年度までに主催したショートトラック合宿の9割と、毎年夏の審判の講習会、フィギュアスケートの全国有望新人発掘合宿が長野県南佐久郡南牧村のスケートリンク「野辺山リンク」で行われていたが、このリンクは亀岡理事が経営する「帝産ロッヂ」が所有するものであった。連盟のリンク使用料は一般より5000円高い1時間2万円に設定されていたほか、選手は同社が経営する宿泊施設に宿泊。また亀岡理事は1998年から合宿地を選ぶ「スピード委員会」委員長も務めており、合宿地選定に大きな影響力を持っていたことから、亀岡理事による利益誘導ではないかとの疑いが持たれた。更に城田理事が「帝産ロッヂ」の役員に名を連ねていたことが明らかとなり、一部理事による計画的かつ組織的な利益誘導が行われていたのではないかとの疑惑が広まった。強化合宿費のうち3分の2は税金で賄われていることなどから、この疑惑を連盟の所轄官庁である文部科学省が問題視し、小坂憲次文部科学大臣は連盟と日本オリンピック委員会（JOC）から事情聴取する方針を表明。4月13日、文部科学省から公益法人としての透明性を確保し適正な運営を行うよう指導がなされた。亀岡理事は長時間確保できるリンクが他にないことや、強化合宿中は製氷回数が多く費用が掛かることなどをあげて「利益誘導ではない」と釈明したが、馳浩文部科学副大臣から「体制を含めて自ら襟を正すように」との指摘を受けた。

### 新会長就任
2006年5月10日、連盟の林泰章会長代行（元長野県岡谷市長）は、連盟の資金を私的流用していたとして久永元会長を民事・刑事の両面で告訴する方針を打ち出しその準備に入った。続いて理事会において、引責辞任した8名の元理事を理事職に復帰させないことを決め、連盟の公的活動への無期限参加自粛も要請した。2006年6月18日、元スピードスケート選手の橋本聖子自由民主党参議院議員を新会長に選出、7月1日付けで就任、新体制を発足させた。フィギュア委員長には平松純子理事（元フィギュアスケート選手、神戸薬科大学教授）が、城田元理事の後任のフィギュア強化部長には城田元理事の側近だった伊東秀仁理事が就任した。また亀岡元理事の後任のスピード委員長には橋本会長に近い新保實理事（北海道スケート連盟スピード委員長、札幌市のうなぎ店「志んぼ」店主）が就任した。9月5日の理事会では、空席だった副会長と専務理事にそれぞれ元駐独大使の高島有終と経営コンサルタントの常山正雄をスケート関係者以外から初めて登用した。
橋本会長は自民党内では清和会に所属しており、同会元会長で日本体育協会会長の森喜朗元内閣総理大臣のバックアップもあるため、これまで安定した運営を行ってきたものの、新たな理事構成がスピードスケート寄りになったことなどから、従来からある「フィギュア対スピードの確執」を解消しない限りは根本的な連盟の健全化と抜本的な体制立て直しは困難であるとの見方もある。
2008年10月30日、麻生太郎内閣発足に際して橋本会長が外務副大臣に就任したため会長職を休職し、林泰章副会長が会長代行を務めることになった。これは国務大臣・副大臣・大臣政務官については「公益法人その他これに類する諸団体については、報酬のない名誉職等を除き、その役職員を兼職してはならない。」とする「国務大臣、副大臣及び大臣政務官規範」の規定によるものである。橋本会長は30日付で連盟に休職願を提出、職務代行者として林副会長を指名した。2009年9月16日、橋本会長は麻生太郎内閣総辞職に伴い外務副大臣を退任し、日本スケート連盟会長職に復帰した。

### 元会長逮捕・有罪判決
2006年10月3日、警視庁は背任容疑で久永元会長・松本元専務理事・イベント会社「フロントライン」代表中林篤治の3名を逮捕した。久永元会長らは、2002年に長野市で開かれた世界フィギュアスケート選手権などに際し、宿泊費をはじめ諸経費を旅行業者に水増し請求させ、連盟に約580万円を余分に支出させ損害を与えた。久永元会長らは逮捕時より容疑を認めていた。2007年3月27日、東京地方裁判所は背任と業務上横領罪（公金着服）に問われた久永被告に対し、背任罪で懲役3年執行猶予5年の有罪判決を言い渡した。業務上横領については証拠不十分により無罪となった。同じく背任罪で起訴された松本被告には、懲役2年執行猶予4年の有罪判決を言い渡した。検察側・被告側双方とも控訴せず裁判は確定した。
また久永元会長は2004年6月、「病気」を理由に会長・理事を辞任しているが、後にNHK杯国際フィギュアスケート競技大会の準備金を個人的に流用したとの疑惑のためであったことが判明。流用した金を自宅の改築や株式投資などに使ったとの報道もあったが、結局裁判では不明のままであった。

### 事件その後
久永元会長は国際スケート連盟の副会長を1998年から2002年まで勤めていたことにより国際スケート連盟の名誉副会長の座に列せられていたが、2007年に有罪が確定したことなどを受け除名された。
利益誘導が指摘された「野辺山リンク」の使用は「他に適当な施設がない」として現在も継続している。また2008年2月、連盟は理事会において、公的な活動を自粛していた8名の元理事のうち、有罪判決を受けた松本元専務理事を除く7名の活動を一部容認すると決定。同年9月には臨時理事会を開き、城田元理事と尼子元理事をISUグランプリシリーズに審判として派遣することを決め、尼子元理事が同年10月に行われたスケートカナダへ、城田元理事は同年11月に行われたロシア杯に派遣された。同年7月平松委員長に代わってフィギュア委員長に就任した伊東理事は「国際審判資格は個人の資格であり、連盟が活動を妨げて資格を失わせることはできない」と両元理事の派遣理由を説明している。
更に伊東理事は同年7月、自身の後任のフィギュア強化部長に城田元理事の側近だった吉岡伸彦理事（千葉大学教育学部准教授）を就任させた。城田元理事辞任後、城田元理事に近いスタッフの多くも強化の中枢を離れていた。しかし城田元理事の過去の実績や強化ノウハウ、国内外の人脈などに期待する選手・コーチ・スタッフもおり、引責辞任後も彼らが彼女に協力やアドバイスを求めることがあった。ついに2009年1月、フィギュアスケートの織田信成・村主章枝両選手が林会長代行に城田元理事の選手強化現場復帰を直接要請。理事会は城田元理事を翌2月の2009年四大陸フィギュアスケート選手権に日本代表のアシスタントチームリーダーとして派遣することを決め、城田元理事の公的な連盟活動と役職への復帰を認めた。更に同年3月の2009年世界フィギュアスケート選手権にも織田・村主両選手らの支援スタッフとして派遣され、城田元理事が再び選手強化の現場に登場することになった。連盟は有罪判決を受けた久永元会長と松本元専務理事以外は理事や強化部長、監督等の要職以外での活動再開を認める方向で、他の元理事も活動を再開する見通し。城田元理事について林会長代行は「（城田元理事の派遣は）フィギュア委員会からの提案。いつまでも活動自粛の拘束をすることはない。ただ理事など要職への復帰は今後もないでしょう。」と述べ、理事やフィギュア強化部長など要職への復帰は今後も認めない方針を示した。
久永会長時代には杉田秀男理事（元フィギュアスケート選手）が会長との確執などから理事職を辞任するなどフィギュアスケート関係者内部にも派閥対立があり、現在も人事などに影響しているとされる。伊東理事は城田元理事の復帰に際して「昔の派閥や確執を引きずらず、日本を強くするために必要な人には活動してもらうべきだ」と話している。
城田元理事の役職復帰と国際大会派遣を決めたことについては連盟内外から反対や批判の声も上がったが、日本オリンピック委員会の複数の幹部は容認した。遅塚研一専務理事は「まだ議論もしていないが、スケート連盟が認めたものをJOCが駄目とは言えない」と述べ、また福田富昭選手強化本部長も「スケート連盟がみそぎが終わったと言っているならそれに従わなければ。選考は競技団体の問題」と話し、いずれも2010年バンクーバーオリンピックで同連盟が日本選手団スタッフに城田元理事を選んだ場合はその決定を尊重する意向を示した。